# Дубинин, Антон Сергеевич
Антон Сергеевич Дубинин (6 ноября 1979, Таганрог) — российский футболист, нападающий; тренер.
Воспитанник школы и УОР (Ростов-на-Дону). В первенстве России играл за команды третьей лиги (1996) и второго дивизиона (1998, 2001—2003) «Ростсельмаш-2» Ростов-на-Дону (1996), «Торпедо» Таганрог (1998), «Спартак-Кавказтрансгаз» Изобильный (2001), «Елец» (2002), «Шахтёр» Шахты (2003). В составе белорусского «Коммунальника» Слоним в 1999 году стал победителем первой лиги, в 2000 году провёл один матч в чемпионате Белоруссии. Играл за любительские клубы России «Колос» Покровское (1997), «Миус»/«Миус-Фортуна» (2000, 2004), «Тагмет» (2005).
В 2006—2007 годах — тренер, в 2008—2011 — главный тренер «Тагмета», выступавшего в чемпионате Ростовской области.
С 2013 года — главный судья и организатор федерации футбола 5х5 Таганрога.